# Sagidołła Kubaszew
Sagidołła Kubaszuły Kubaszew (kaz. Сағидолла Құбашұлы Құбашев; ros. Сагидулла Кубашевич Кубашев; ur. 10 lutego 1927 w aule nr 1 w obwodzie uralskim, zm. 19 kwietnia 2016 w Ałma-Acie) – radziecki i kazachski polityk, zastępca przewodniczącego Rady Ministrów Kazachskiej SRR (1975-1979), II sekretarz KC Komunistycznej Partii Kazachstanu (1987-1988).
W 1949 ukończył studia w instytucie weterynaryjnym w Ałma-Acie i został głównym zootechnikiem i zastępcą szefa obwodowego zarządu gospodarki rolnej w Gurjewie (obecnie Atyrau), potem był szefem zarządu hodowli Gurjewskiego Obwodowego Zarządu Gospodarki Rolnej. Od 1953 w KPZR, 1953-1960 przewodniczący kołchozu w obwodzie gurjewskim (obecnie obwód atyrauski), od 1960 do października 1963 przewodniczący Komitetu Wykonawczego Gurjewskiej Rady Obwodowej/Gurjewskiej Wiejskiej Rady Obwodowej. Od października 1963 do grudnia 1964 przewodniczący Wiejskiego Komitetu Obwodowego KPK w Gurjewie, od grudnia 1964 do listopada 1966 przewodniczący Komitetu Wykonawczego Gurjewskiej Rady Obwodowej. Od listopada 1966 do 1975 przewodniczący Komitetu Wykonawczego Aktiubińskiej Rady Obwodowej, 1975-1979 zastępca przewodniczącego Rady Ministrów Kazachskiej SRR, 1979-1982 przewodniczący Komitetu Wykonawczego Rady Obwodowej w Kyzył-Ordzie. Od 1982 do 6 lutego 1987 I sekretarz Komitetu Obwodowego KPK w Semipałatyńsku, od stycznia 1987 do listopada 1988 II sekretarz KC KPK, następnie na emeryturze. Deputowany do Rady Najwyższej ZSRR 11 kadencji.

## Odznaczenia
- Order Lenina
- Order Rewolucji Październikowej
- Order Czerwonego Sztandaru Pracy (czterokrotnie)
- Order Przyjaźni Narodów